# Bohumil Bizoň
Bohumil Bizoň (28. března 1949 – 2023) byl slovenský fotbalista, útočník. Po skončení aktivní kariéry žil v Bratislavě a trénoval mládež v FKP Dúbravka Bratislava. Působil také jako trenér mládeže TJ Tatran Devín a trenér „A" mužstva FC ŠKP Devín Bratislava v II. Slovenské lize.

## Fotbalová kariéra
V československé lize hrál za Slovan Bratislava a Jednotu Trenčín. Se Slovanem získal tři tituly mistra (1970, 1974 a 1975) a vyhrál s ním československý pohár (1969 a 1974). Při vítězství Slovanu v Poháru vítězů poháru ročníku 1969–1970 byl náhradníkem. Do zápasu nastoupil, když střídal Ladislava Módera. Nastoupil v 73 ligových utkáních a dal osm gólů.

## Ligová bilance
| Ročník                                   | Zápasy | Góly | Klub                  |
| ---------------------------------------- | ------ | ---- | --------------------- |
| 1. československá fotbalová liga 1967/68 | 5      | 0    | Slovan Bratislava     |
| 1. československá fotbalová liga 1968/69 | 12     | 1    | Slovan Bratislava     |
| 1. československá fotbalová liga 1969/70 | 24     | 6    | Slovan Bratislava     |
| 1. československá fotbalová liga 1970/71 | 4      | 0    | Slovan Bratislava     |
| 2. československá fotbalová liga 1971/72 | -      | -    | Dukla Banská Bystrica |
| 2. československá fotbalová liga 1972/73 | -      | -    | Dukla Banská Bystrica |
| 1. československá fotbalová liga 1973/74 | 17     | 1    | Slovan Bratislava     |
| 1. československá fotbalová liga 1974/75 | 6      | 0    | Slovan Bratislava     |
| 1. československá fotbalová liga 1975/76 | 5      | 0    | Jednota Trenčín       |
| CELKEM 1. liga                           | 73     | 8    |                       |